# Dorure

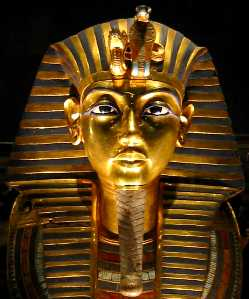
Toutânkhamon.

La dorure est une technique visant à rehausser les objets d'art, de culte ou précieux en les recouvrant d'or. Elle est connue depuis l'Antiquité, notamment en Égypte antique. Ce métal, le seul à l'époque à ne pas s'oxyder, était symbole d'immortalité et donc, du divin.
On trouve ainsi des statuettes de bois, des objets en métal, en pierre, dont la surface totale ou partielle a fait l'objet d'un recouvrement à l'aide d'une feuille d'or très mince, afin de ne pas boucher les détails du support.
Cette pratique a évolué au cours des siècles, et on dore encore au début du XXIe siècle beaucoup d'objets. Au fil du temps, on a vu apparaître d'autres procédés de dorure.

## Dorure à la feuille
La dorure à la feuille, la plus ancienne, est toujours pratiquée, notamment pour des supports en bas-relief supportant mal d'autres procédés, comme le bois (encadrements de miroirs ou tableaux), le fer forgé, les plaques commémoratives, etc.
Il existe deux techniques principales de dorure sur bois : la dorure à l'eau et la dorure à la mixtion. On peut appliquer des feuilles d'or, d'argent, de cuivre, de palladium, etc. La dorure à l'eau ou à la détrempe est le procédé traditionnellement utilisé sur le bois.
La dorure à la feuille concerne aussi des toitures (Dôme des Invalides), des sculptures et autres décors (Opéra Garnier à Paris), Stūpas des temples Birmans (Pagode Shwedagon).

L'or étant un métal très ductile, il est possible par martelage d'obtenir des feuilles très minces (quelques micromètres) et plastiques sans casser le fil du métal. Une feuille d'or est mise à plat sur un support puis attrapée à l'aide d'un pinceau large appelé « palette », sur lequel elle s'accroche en raison de l'électricité statique. La feuille d'or est alors déposée sur la surface à dorer, parfois préparée à l'aide de blanc d'œuf pour assurer l'adhésion. Un lustrage assure l'aspect final. Dans la dorure à la française, le polissage est réalisé à l'aide d'une pierre d'agate ayant la forme d'une dent de loup qui servait au XVIIIe siècle pour cette opération.

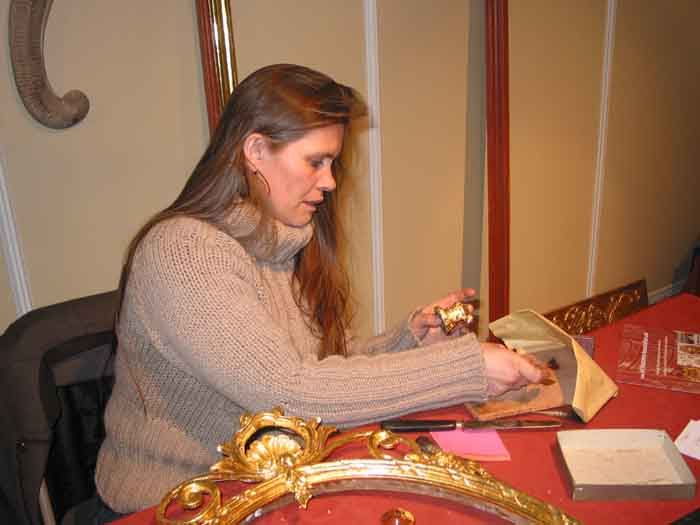
Dorure à la feuille d'or sur bois : prise de la feuille
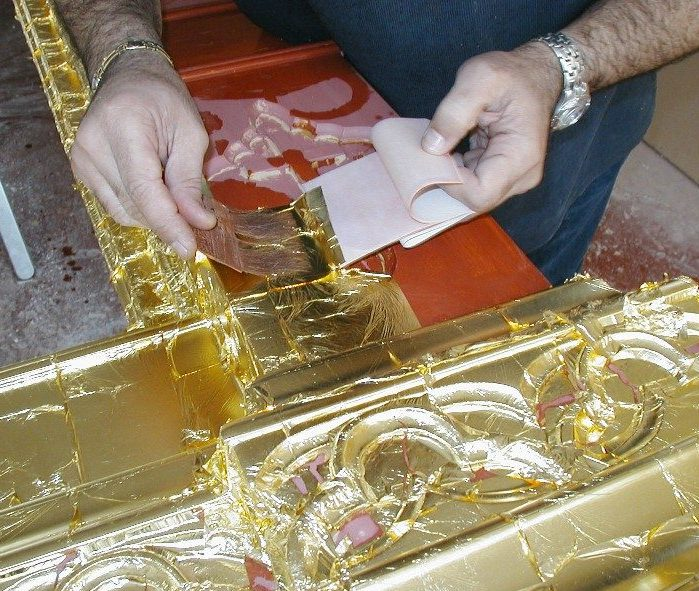
Dorure à la feuille d'or sur bois : pose des feuilles d'or
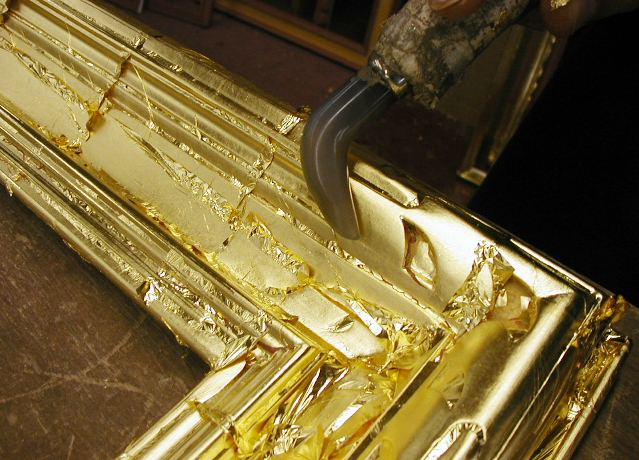
Dorure à la feuille d'or sur bois : lissage à l'agate

## Dorure au mercure

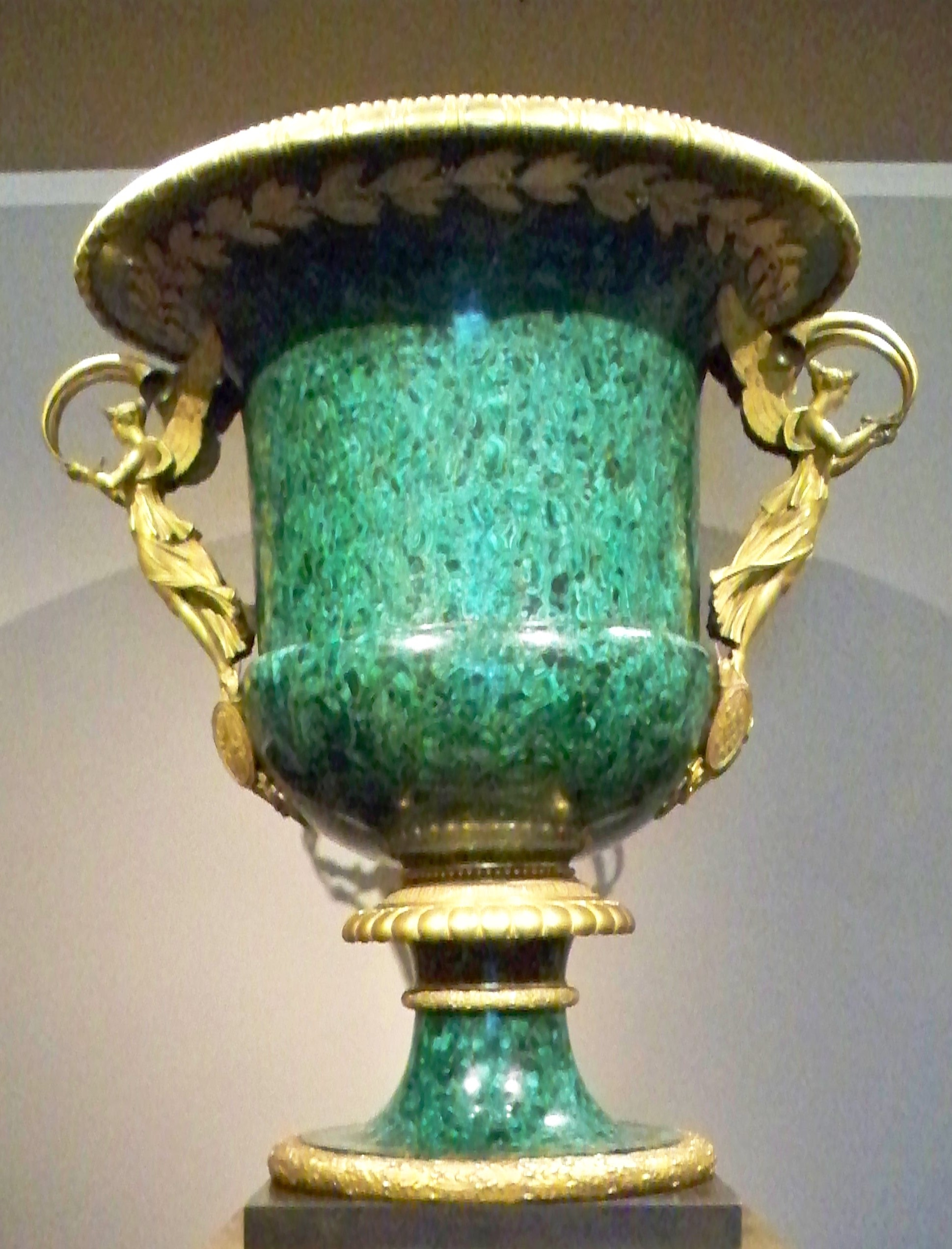
Le vase Demidoff, de style Empire, (1819), Metropolitan Museum of Art, New York, fondeur Pierre-Philippe Thomire

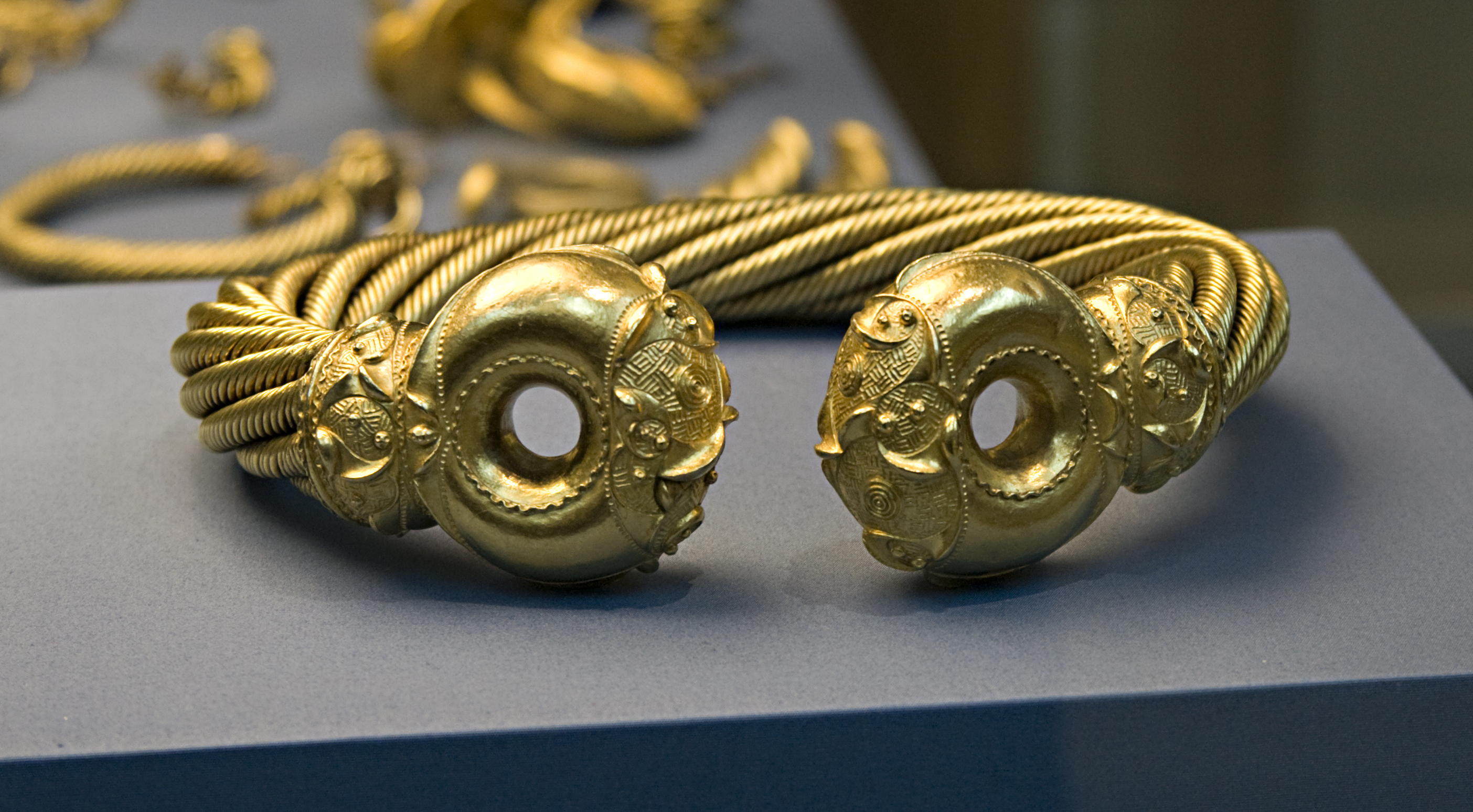
Torque de Snettisham. Dorure au mercure

Ce procédé consiste à appliquer sur le support parfaitement décapé aux acides un amalgame liquide, l'or ayant la particularité de se dissoudre dans le mercure. On chauffe ensuite l'objet, ce qui a pour effet de faire évaporer le mercure, laissant l'or seul au fond des moindres détails du support.
Ce procédé donne une dorure très solide et durable, mais ne peut s'appliquer qu'à des objets de petite taille pour des raisons de manipulation, et supportant l'épreuve du feu. Il s'agit le plus souvent de bronzes d'art ou d'ameublement, ou d'autres métaux.
Le ton de la dorure, doré, surdoré, très surdoré d'or moulu, est réalisé en effectuant plusieurs passages, (trois, voire quatre ou plus), et donc par augmentation de l'épaisseur du dépôt métallique, et par conséquent de la résistance dans le temps. La finition peut être réalisée grâce à diverses recettes :
- le grattebossage, afin de modifier localement le contraste entre une partie mate et une partie brillante, afin de mettre le modelé en valeur ;
- le brunissage, qui consiste à écraser la couche d'or dans les pores du support, à l'aide d'un outil appelé  brunissoir constitué d'une pierre dure emmanchée : hématite, agate[3].

C'est un procédé qui donne une dorure de grande qualité, durable, qui a été appliqué à la plupart des sculptures en bronze doré depuis la Renaissance. Il est aujourd’hui quasi-abandonné, car sa mise en œuvre dégage des vapeurs de mercure très toxiques et dommageables pour la santé de l'artisan (hydrargisme) et l'environnement. Ce procédé est également appelé or moulu, ou ormolu en anglais.
Il a été utilisé en particulier, en 1819, par le sculpteur-bronzier français Pierre-Philippe Thomire pour réaliser l'ornementation en bronze du « Vase Demidoff », de style Empire, en placage de malachite et or moulu, haut de 1,715 mètre. Le vase avait été commandé par le comte Nicolas Demidoff, pour meubler la Villa San Donato, sa résidence près de Florence. En 1944, le vase sera mis en vente et il pourra être acheté par le Metropolitan Museum of Art, de New York, grâce au mécénat.

## Dorure par déplétion
La dorure par déplétion, appelée également dorure par enlèvement ou dorure par décapage, est un procédé utilisé sur les alliages d'or (électrum, tumbaga, shakudō). L'opération consiste, par le biais d'une attaque acide, à retirer l'ensemble des métaux composant l'alliage à l'exception de l'or. Il en résulte, à la surface de l'objet en alliage, une fine pellicule composée d'or pur.
Ce procédé était largement utilisé par les civilisations précolombiennes de Mésoamérique utilisant le tumbaga pour façonner des artéfacts, essentiellement à vocation religieuse.

## Dorure galvanique
C'est le procédé technologiquement le plus récent, il est appelé dorage dans l'industrie. Il fonctionne selon la découverte de Galvani, qui consiste à plonger deux électrodes métalliques dans un bain de sel, formant une pile électrique. Mais si on fait passer du courant, on provoque le déplacement de molécules métalliques d'une électrode vers l'autre, de l'anode vers la cathode.
L'objet, préalablement rendu conducteur à l'aide de plombagine (poussière de plomb) s'il ne l'était pas, est immergé dans un bain conducteur, et sert de cathode. L'anode est constituée d'inox ou de platine.
Ce procédé a été maîtrisé au XIXe siècle par l'orfèvre Christofle, dont la réputation est due à la dorure de l'immense statue qui couronne la basilique Notre-Dame-de-la-Garde à Marseille, réalisée sous Napoléon III.

Ce procédé est actuellement le plus répandu à l'échelle industrielle, notamment en électronique. Il permet une dorure régulière, dont on maîtrise l'épaisseur. En ce qui concerne les bronzes d'art, il a l'inconvénient de se ternir un peu, et d'avoir un éclat métallique un peu froid, le plus souvent mat à moins d'être bruni. 

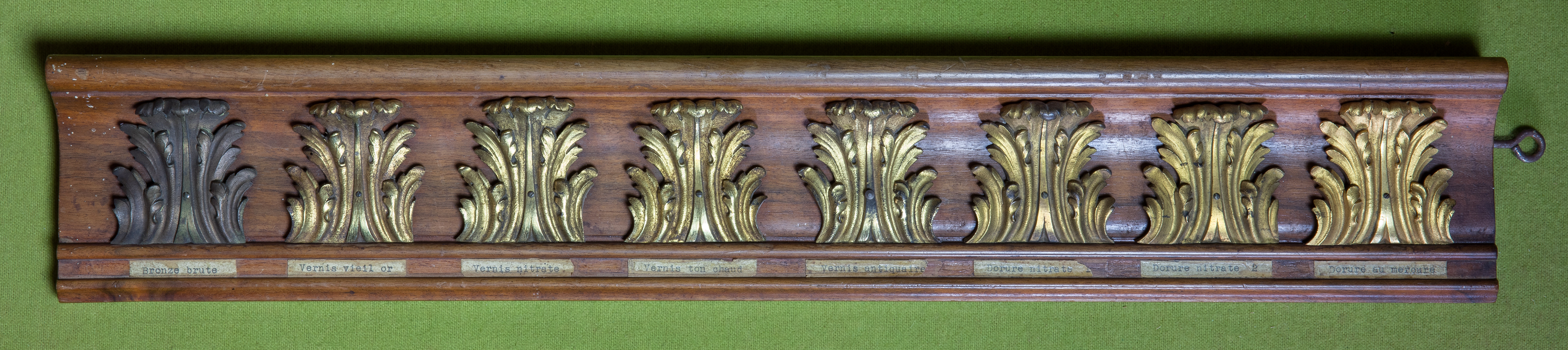
Échantillons dorures sur bronze provenant de l’atelier de l’ébéniste François Linke.
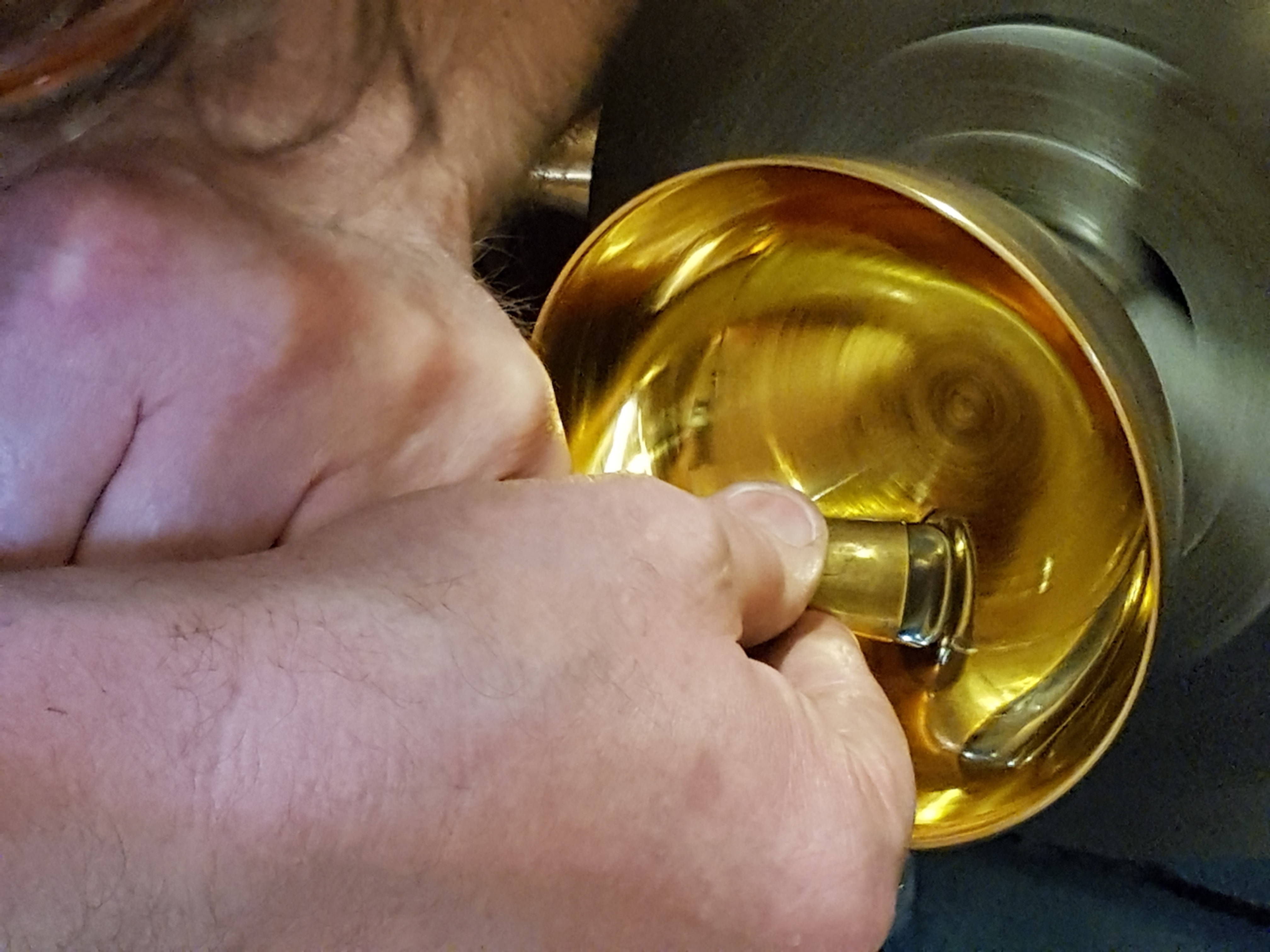
Brunissage au tour, chez Évellin ; vue rapprochée travail au brunisseur en hématite.
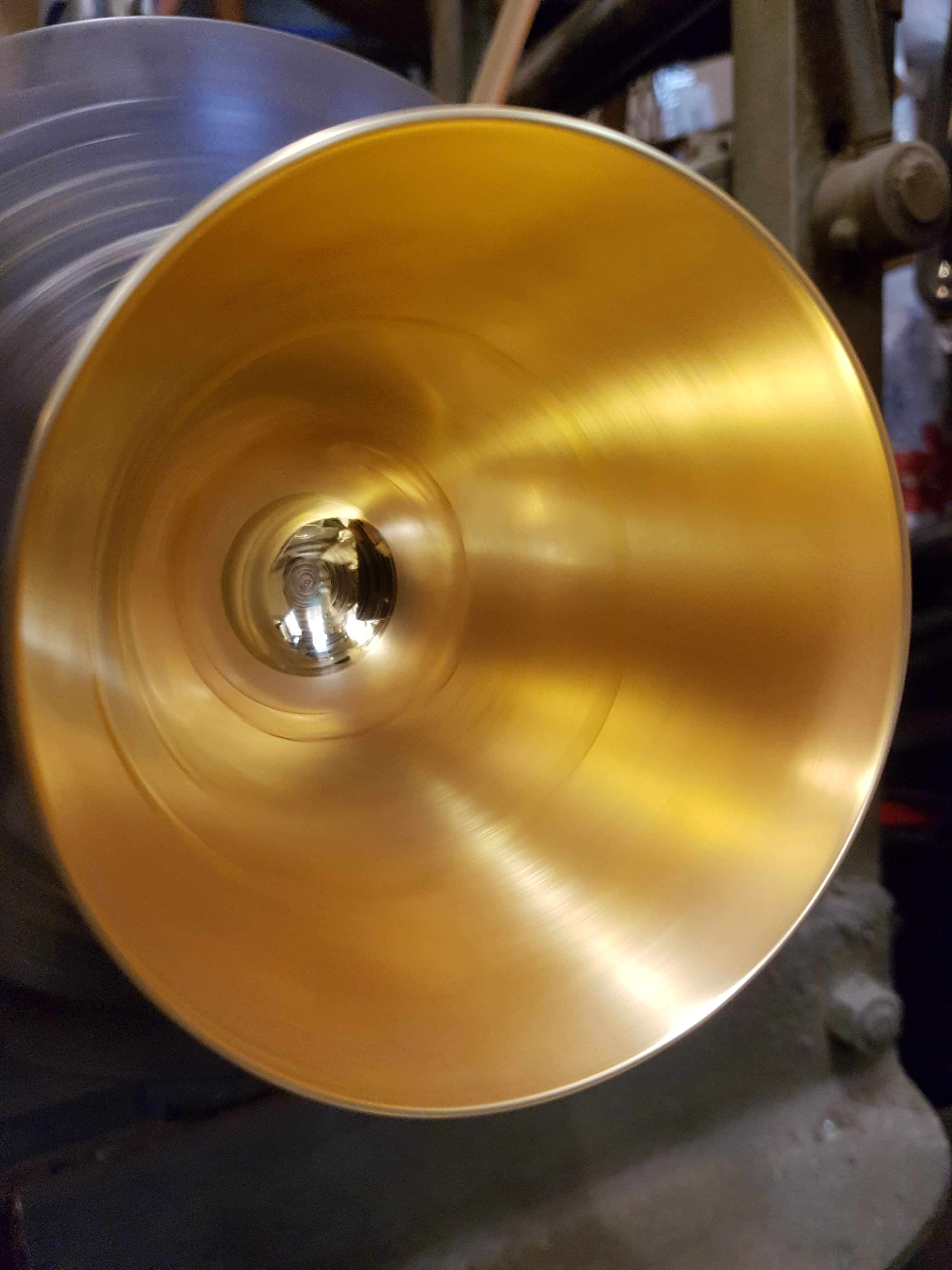
Début du travail lors d'un brunissage au tour : le fond de la coupe est bruni.
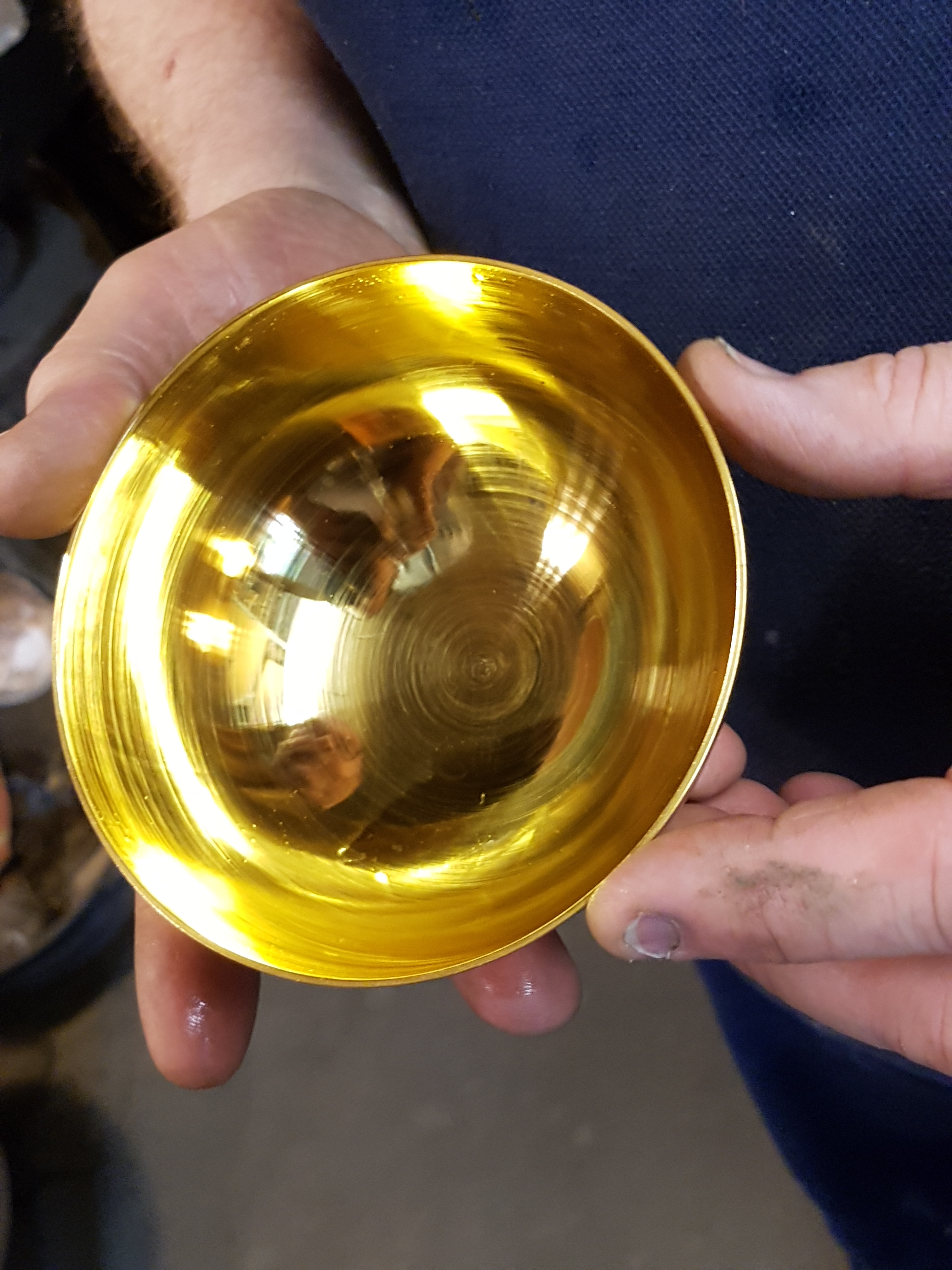
Brunissage au tour, résultat fini

## Dorure chimique
Des sels d'or peuvent se décomposer au contact des métaux cuivreux, cuivre, bronze, laiton, maillechort, en déposant une mince couche d'or. D'assez nombreuses formules de dorure sur bronze reposent sur cet effet.
- Dorure au bain. On dissout dans deux litres d'eau distillée, 100 g de cyanure de potassium et 20 g de chlorure aurique (AuCl3). les pièces à traiter sont trempées dans le bain chauffé à 80 °C.
- Formule des doreurs. Il s'agit de la même préparation que la précédente fixée sous la forme d'une pâte à frotter sur les objets cuivreux qui peut se décliner comme suit : 1 g de chlorure d'or, 3 g de cyanure de potassium, 5 g de blanc d'Espagne, 0,25 g de tartrate de potassium en poudre très fine dissous dans 5 g d'eau distillée.
Ces deux produits sont extrêmement dangereux : ce sont des poisons violents du fait de leur contenu en cyanure. La recette suivante, moins efficace, est aussi moins offensive.
- Formule non toxique. Cette formulation repose sur la préparation d'un sel d'or potassique. On dissout du chlorure aurique dans très peu d'eau régale et on imbibe un chiffon de la solution jaune obtenue. Lors de la combustion du chiffon on obtient un sel d'or potassique contenu dans la cendre résiduelle. Une couche d'or brillante se dépose sur un objet cuivreux frotté avec cette cendre à l'aide d'un chiffon imbibé d'alcool à 90.
Ces trois procédés ne permettent le dépôt que de couches très minces d'or, car la réaction de décomposition du sel d'or s'interrompt dès qu'il n'y a plus contact avec le cuivre.
Mais des techniques de dépôt chimique dynamique existent, avec par exemple le procédé Jetmetal, fonctionnant également avec d'autres substrats (verre, plastiques, céramiques, bois, textiles...).

## Dorure sous vide
De nouvelles techniques ont réformé la technologie traditionnelle de revêtement d'or par rapport à la dorure galvanoplastique. Le procédé de dépôt ionique produit des revêtements aussi magnifiques et somptueux, mais plus résistants à la corrosion et au frottement, et ils ont pour ainsi dire un effet inaltérable, ce qui est très important et valorisant pour les objets décoratifs de luxe.

## Dorure sur métal
La dorure sur métal est une technique de dorure. Cette pratique est inscrite à l’Inventaire du patrimoine culturel immatériel en France après une étude réalisée dans l’atelier de Serge Rousseau à Saint-Brieuc (Bretagne).
La dorure sur métal est un savoir-faire très délicat qui demande beaucoup de compétences. C’est aujourd’hui un métier qui tend à disparaître. Il n’y a plus de formations et pas assez de demandes des clients.

### Technique
La dorure sur métal se pratique souvent au mercure. L’or est sous forme de boulette, mélangé au mercure. Il est appliqué sur la surface métallique (bronze, cuivre) à l’aide d’une brosse métallique. Le mercure doit ensuite disparaître, soit par évaporation s'il est chauffé, sinon par volatilisation s'il est séché à l’air libre. La pose de l’or peut également se faire par électrolyse. Le passage du courant électrique va transférer le métal vers le support. Dans les deux cas, la dorure doit ensuite être brunie à l’agate ou au mat, et patinée.